# 8. slovenska narodnoosvobodilna brigada »Fran Levstik«
8. slovenska narodnoosvobodilna brigada »Fran Levstik« je bila partizanska brigada med drugo svetovno vojno, ki je bila del 18. divizije NOVJ.
Brigada je bila ustanovljena 10. septembra 1943 v Dolenjskih Toplicah. Sestavljali so jo pripadniki Levstikovega bataljona in prostovoljci iz Ljubljane in Dolenjske.